# Турпан

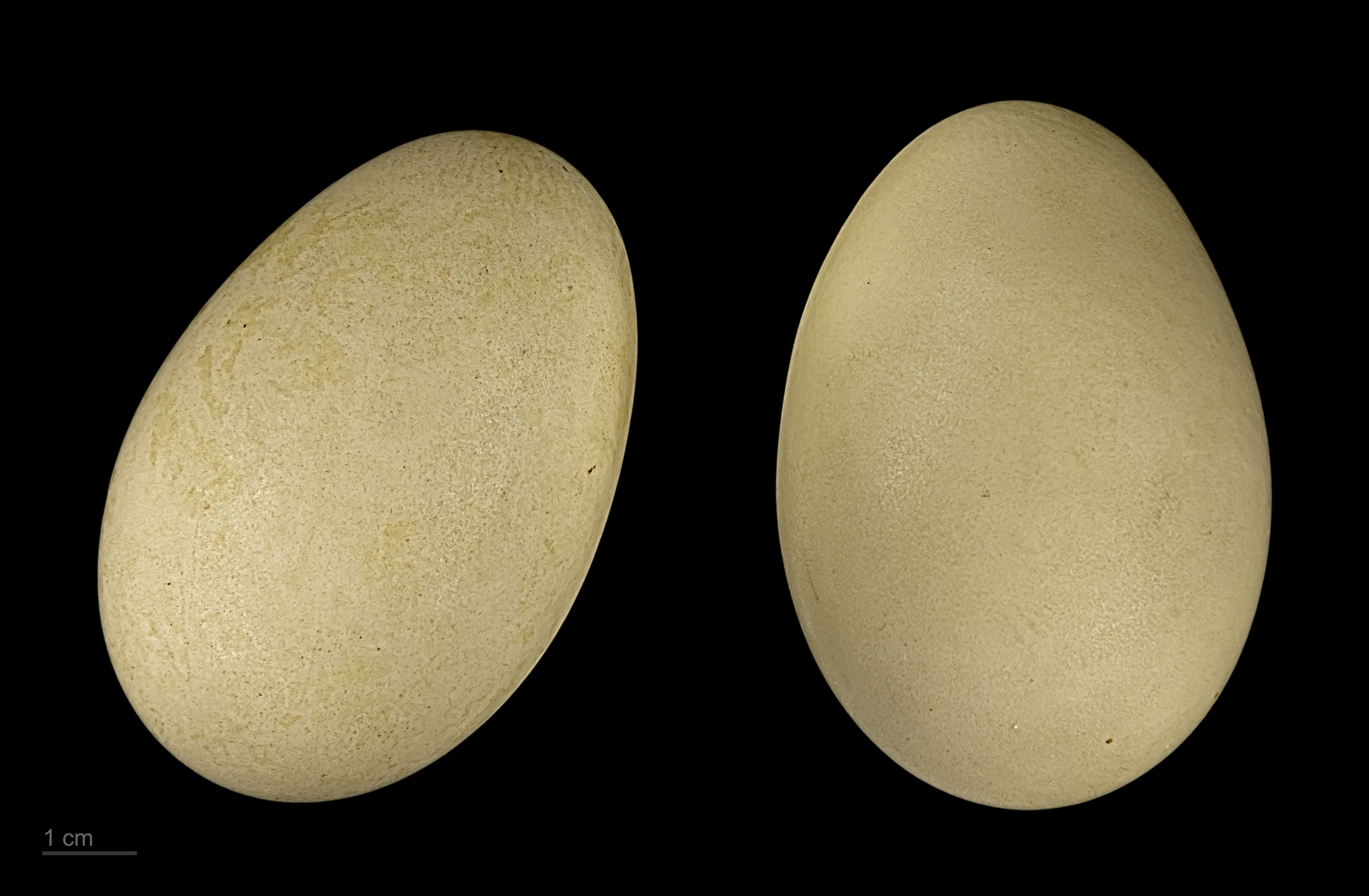
яйцо Melanitta fusca — Тулузский музеум

Турпан (лат. Melanitta fusca) — водоплавающая птица семейства утиных.
Международный союз орнитологов не выделяет подвидов.

## Описание
Длина тела достигает от 51 до 58 см, самцы весят в среднем 1,5 кг, самки — 1,2 кг. Оперение самца чёрное, под глазом имеется белое пятно. Основание надклювья вздутое, чёрное. остальная часть оранжевого цвета. Ноги красные. В отличие от синьги самцы турпана крупнее и имеют более компактное телосложение. Кроме того, их клюв длиннее и не имеет горбинки. Радужина серо-голубая. Оперение самки бурое, между глаз и клювом имеется белое пятно. Радужина темнее чем у самцов. У обоих полов белое зеркальце на крыльях.

## Распространение
Вид обитает на севере Евразии и в Северной Америке. Птицы гнездятся в бореальных хвойных лесах, а также на горных озёрах. Зимует в умеренном поясе, в России — на Чёрном и Каспийском морях.

## Питание
Питается моллюсками и мелкой рыбой. За кормом ныряет в воду на глубину до 10 м, оставаясь под водой 1 минуту.

## Размножение
Пары образуются поздней зимой и весной, так что турпаны прибывают в места гнездования, как правило, в парах. У турпанов наблюдается групповое токование, во время которого несколько самцов собираются вокруг нескольких самок. К ритуалу токования относится погружение самцов в воду, во время которого они приближаются под водой к самкам. Спаренные самки демонстрируют утром полёт, во время которого они низко летают над землёй, при этом громко кричат и возвращаются на своё исходное место. Такое поведение демонстрируется до начала откладывания яиц. Пары защищают только небольшой участок территории вокруг гнезда. Пары распадаются в то время, когда самка ещё гнездится. Самцы уже тогда перелетают к своим местам линьки.
Гнездо строится на земле вблизи озёр, рек или побережья. В тайге оно расположено не далее 100 м от открытого водоёма. Иногда турпаны гнездятся также в колониях чаек.
Самка делает только одну кладку. Количество яиц разное в зависимости от подвида. У номинативной формы в кладке обычно от 7 до 9 яиц. Яйца овальной формы бело-кремового цвета. Вылупившиеся птенцы весят примерно 54 г. Продолжительность жизни птиц составляет 13 лет.